# Holy Trinity Cathedral (Port of Spain)

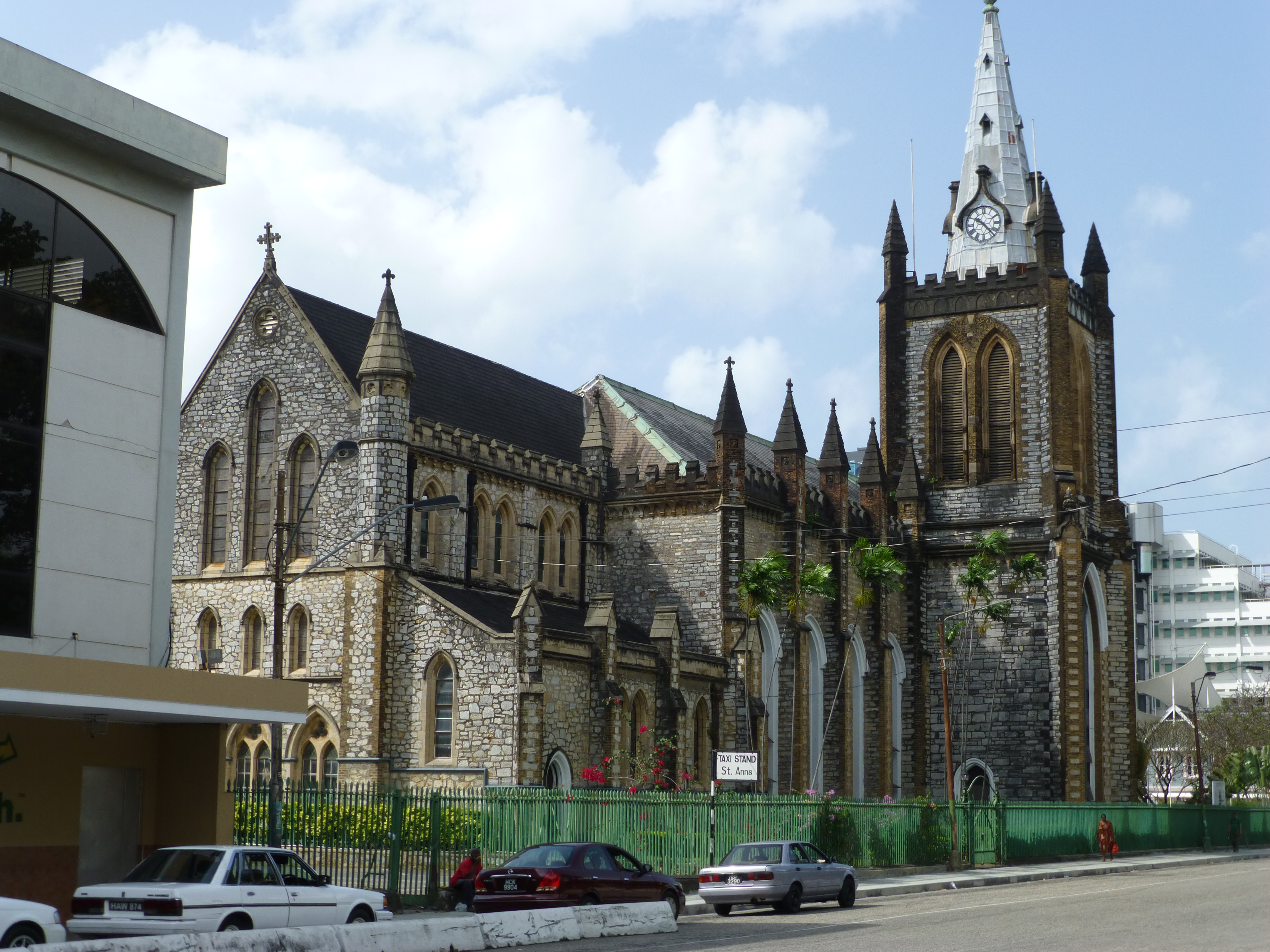
Rückansicht vom Woodford Square aus

Die Holy Trinity Cathedral ist eine anglikanische Kirche in Port of Spain. Sie ist die Kathedralkirche der Diözese Trinidad und Tobago.

## Lage
Die Holy Trinity Cathedral befindet sich im zentralen Stadtteil Downtown, direkt südlich des Parks Woodford Square an der Haupteinkaufsstraße Frederick Street. Zum Zeitpunkt des Baus entsprach die Lage dem Mittelpunkt Port of Spains; seitdem hat sich die Stadt insbesondere nach Nordwesten ausgebreitet. Formell liegt die Kathedrale nicht mehr im Stadtgebiet, sondern in der Region San Juan-Laventille.

## Geschichte
Die anglikanische Kirche fasste im bis dato katholischen Trinidad nach der Machtergreifung der Briten 1797 Fuß. Die erste anglikanische Kirche der Insel wurde kurz darauf an der Kreuzung der heutigen Straßen Frederick Street und Prince Street erbaut, fiel jedoch 1808 dem Great Fire zum Opfer, das einen Großteil Port of Spains zerstörte, auch die katholische Kirche. Da die Katholiken, meist spanischer oder französischer Herkunft, die deutliche Bevölkerungsmehrheit stellten, konnte die Kolonialmacht Großbritannien sie nicht ignorieren, und so mussten beide Kirchen neu erbaut werden. Für die anglikanische Kirche stellte Gouverneur Thomas Hislop eine Petition an König Georg III. mit Bitte um Mittel für den Bau. 1809 stellte das Parlament 20.000 Pfund für den Bau einer neuen Kirche und eines Gefängnisses zur Verfügung. Nachdem die Außenmauern bereits fertiggestellt waren, fiel den Bewohnern auf, dass der Bau an einer falschen Stelle stattfand, nämlich mitten auf dem Brunswick Square, dem heutigen Woodford Square. Dieser war zu diesem Zeitpunkt die einzige Naherholungsfläche der Stadt und befand sich im Besitz von über 40 zumeist katholischen Anwohnern, die gegen Gewährung einiger finanzieller Privilegien den Platz der Allgemeinheit zur Verfügung stellten und nun umgehend gegen den Bau klagten. Das Gericht gab den Anwohnern Recht, und Gouverneur Ralph Woodford ordnete den Abriss an. Der Architekt Philip Reinagle, Sohn von Philip Reinagle und Woodfords Privatsekretär, entwarf ein neues Design, und im Mai 1816 erfolgte die Grundsteinlegung der Holy Trinity Church. Die Fertigstellung des Baus erfolgte 1818, die Weihe aber erst im Mai 1823. Bis 1824 unterstand die Kirche der Diözese Canterbury, dann wurde sie der neu geschaffenen Diözese Barbados zugeteilt. Woodford hatte der Kirche aus eigenen Mitteln ein Geläut aus sechs Glocken finanziert, das aber nie zum Einsatz kam – zunächst fand sich auf Trinidad niemand, der ein Geläut bedienen konnte, dann wurden 1825 insbesondere Kirchturm und Kirchturmspitze durch ein Erdbeben schwer beschädigt. Die Schäden wurden später behoben. Woodford experimentierte auch mit einer innovativen Gasbeleuchtung der Kirche, erzeugte jedoch „mehr Rauch als Licht“. Bis 1840 blieb die Holy Trinity Church der einzige anglikanische Kirchenbau auf Trinidad; in diesem Jahr wurde in San Fernando eine weitere Kirche errichtet. 1869 wurde die Diözese Trinidad von der Diözese Barbados abgetrennt. 1871 wurde mit Richard Rawle ein Bischof für die Diözese Trinidad ernannt, und mit dessen Ankunft auf der Insel im selben Jahr wurde die Kirche zur Kathedralkirche Holy Trinity Cathedral umdeklariert.
Ab den 1960er-Jahren öffnete die anglikanische Kirche das Gebäude für Steelband-Konzerte, und von 1994 bis 2011 war die Holy Trinity Cathedral der Sitz des Trinity All Generations Steel Orchestra (TAGS), einer der bekannteren Steelbands Trinidads.

### Heute
Die Holy Trinity Cathedral hat eine Doppelfunktion als Kathedralkirche (Sitz des Bischofs) und Pfarrkirche. Eine Eucharistie wird auf täglicher Basis veranstaltet, darüber hinaus gibt es wöchentliche Diskussionsrunden mit dem Dekan sowie einen Bibelstudienkreis. Die Kirche betreibt Alphabetisierungs- und Fortbildungsprogramme, eine Klinik und ein Altenheim. Dekanin ist seit Dezember 2017 Shelley-Ann Tenia, die erste weibliche Dekanin der Diözese.

## Baustil

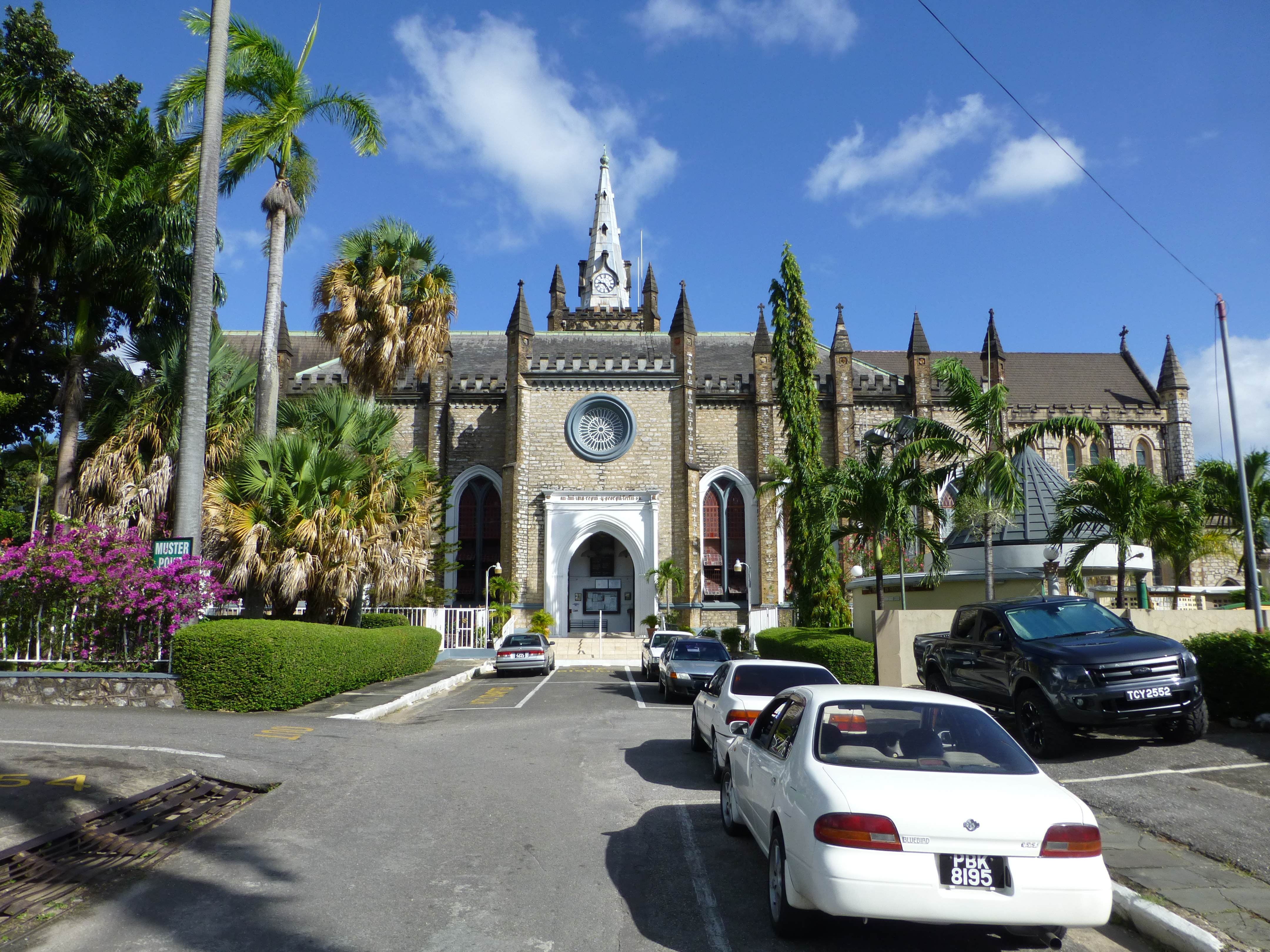
Vorderansicht von der Hart Street aus

Die Holy Trinity Cathedral ist überwiegend im neugotischen Stil gehalten, enthält jedoch auch Elemente georgianischer und viktorianischer Architektur. Sie bietet Platz für etwa 1200 Personen. Die Außenmauern bestehen aus Hollington-Sandstein und blauem Kalkstein, erstere aus dem britischen Staffordshire importiert, letzterer aus den Steinbrüchen im nahegelegenen Laventille herangeschafft. An der achteckigen Turmspitze sind an vier Seiten Uhren angebracht; eine der Kirchturmglocken stammt noch aus dem Jahr 1819.
Das in neoklassizistischer Einfachheit gestaltete Mittelschiff ist im georgianischen Stil gehalten und wird von Wandtafeln gesäumt, die einheimische Würdenträger des 19. Jahrhunderts abbilden. Neugotische Elemente zeigen sich im Hammerbalken-Gewölbe aus Mahagoni und in den spitz zulaufenden Bogenfenstern. Die heutige, aus dem Jahr 1897 stammende Kanzel ist im viktorianischen Stil gehalten. Der Hauptaltar wurde 1927 errichtet, besteht aus einheimischem, mit Alabaster verkleidetem Mahagoniholz und ruht auf einem Fundament aus Portland-Stein. In der Kirche befindet sich ein Denkmal aus Marmor, das Ralph Woodford in Lebensgröße darstellt und von Francis Leggatt Chantrey gestaltet wurde. Die Orgel stammt aus dem Jahr 1914 und wurde von der britischen Firma J. W. Walker & Sons erbaut. Seit 2010 wird die Orgel schrittweise renoviert.
Im Außenbereich der Kirche findet sich eine große, runde Steinplatte mit einem aufgemalten Labyrinth, das dem Labyrinth von Chartres nachempfunden ist.